# Plaza de la Escandalera

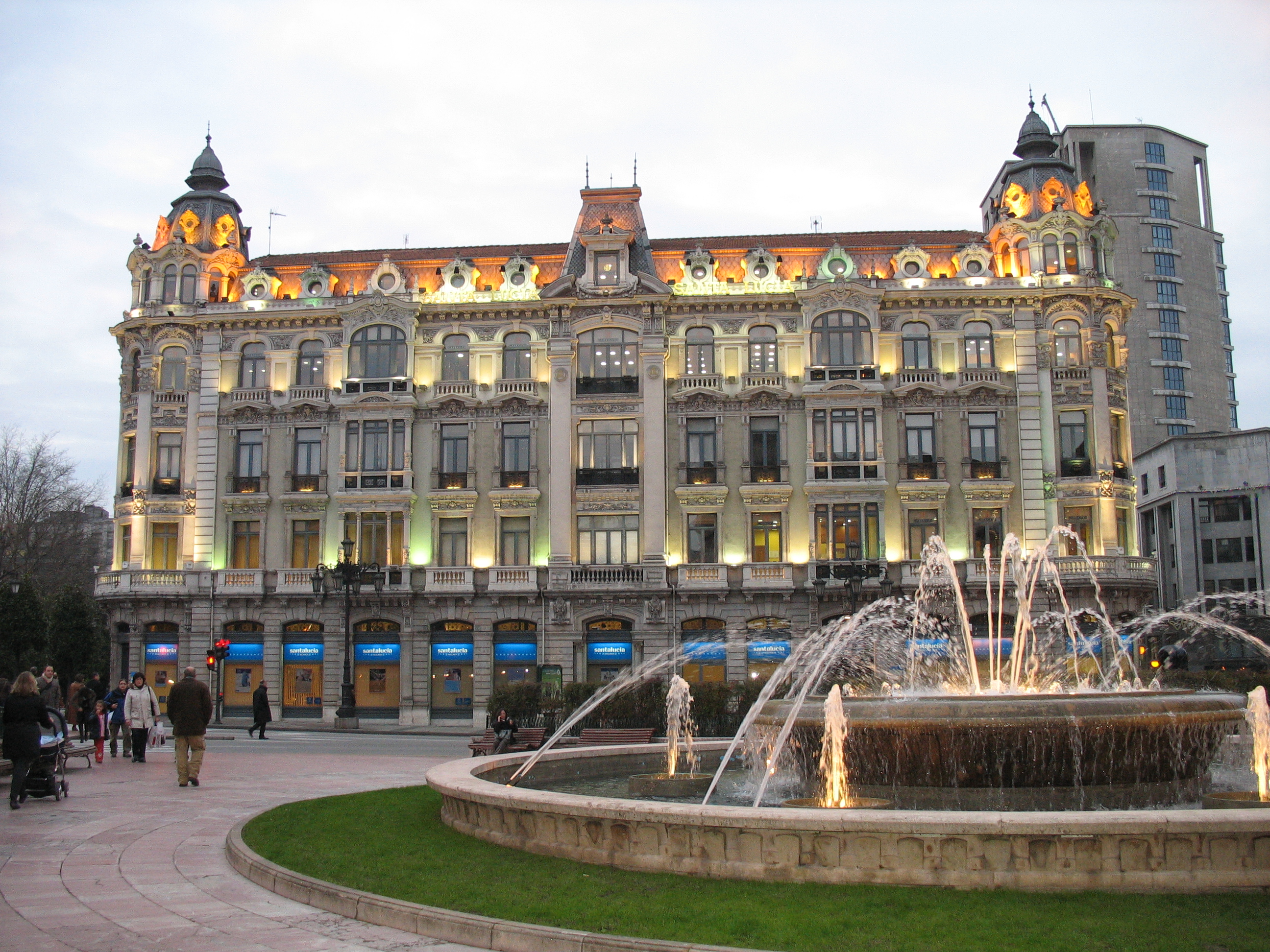
Edificio conocido como Casa Conde situado en el lado norte de la Plaza de la Escandalera de Oviedo.

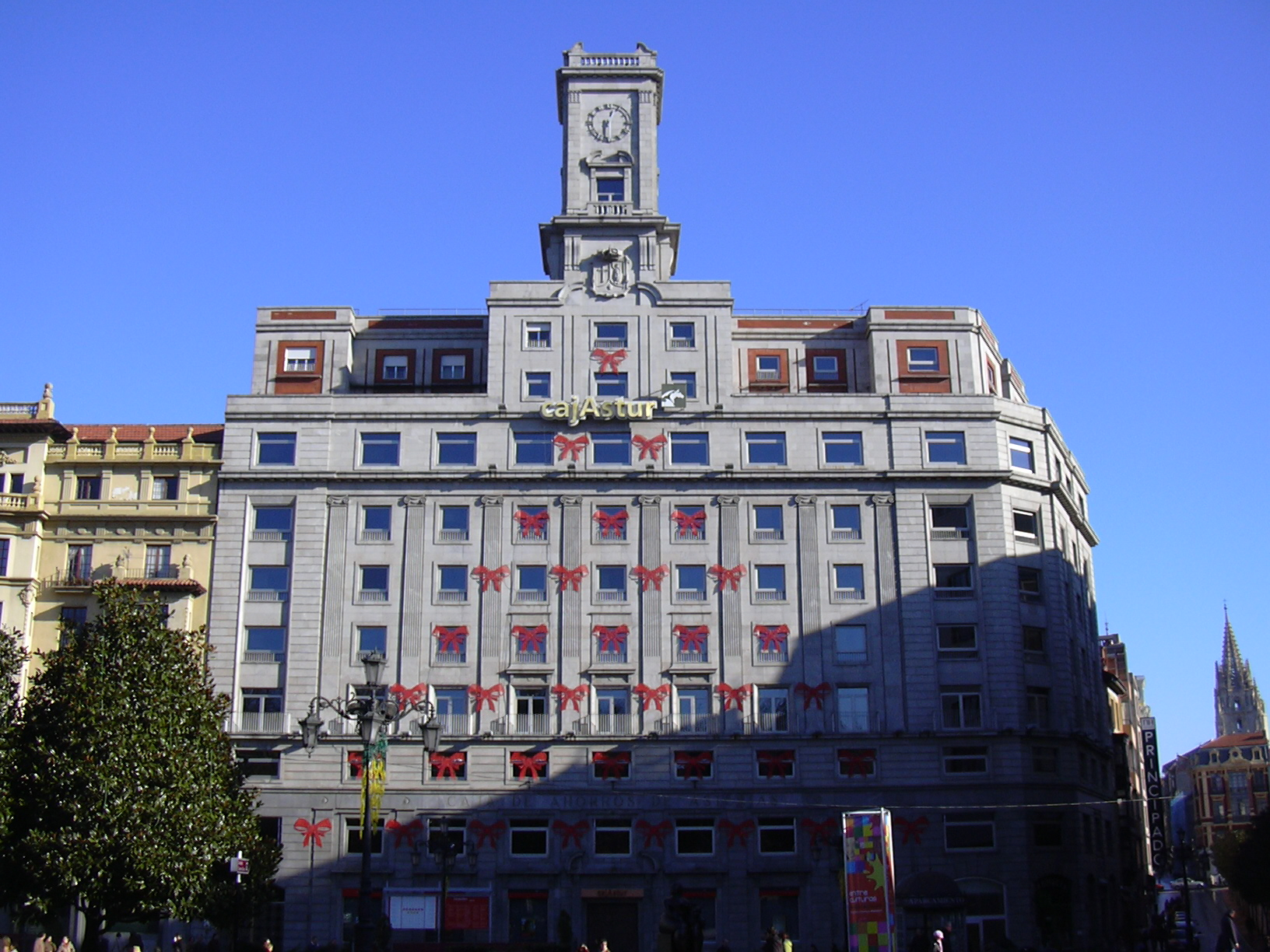
Sede de la Caja de Ahorros de Asturias, edificio que por su volumetría preside la Plaza de la Escandalera.

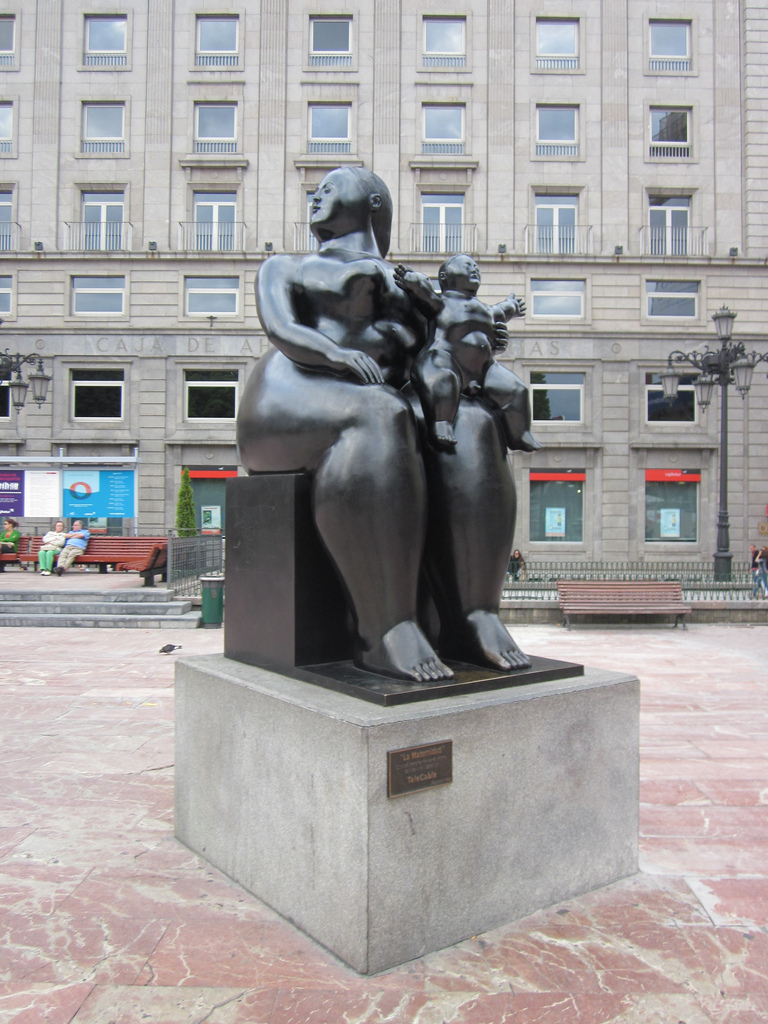
Escultura La Maternidad de Fernando Botero, que adorna la Plaza de la Escandalera.

La Plaza de la Escandalera es una plaza situada en la localidad de Oviedo, Principado de Asturias, España. Está ubicada entre el centro histórico y el centro comercial de la ciudad lo que le hace ser un lugar muy transitado.

## Ubicación
La plaza es de forma rectangular, limitada en su lado oeste por el Paseo de los Álamos y la calle de Uría, que corren paralelas, y el Campo de San Francisco. Desembocan en este lado las calles Fruela y del Marqués de Santa Cruz en su esquina sur y continua la calle de Uría por la esquina norte. En el lado este salen en esa misma dirección las calles de San Francisco en la esquina sur y de Argüelles y, tangencialmente, la de Pelayo en la esquina norte.

## Denominaciones
La plaza ha llevado en diferentes épocas los nombres de 27 de marzo, General Ordóñez, República, Generalísimo y Escandalera, y se trató de darle también los de Independencia, Junta General y Plaza de los Héroes Noval y Ordóñez. 
La denominación de Escandalera, impuesta por el uso pero que nunca había sido aprobada oficialmente, no empieza a sonar hasta fines del siglo XIX, y ello se debe a que la palabra Escandalera alude simplemente a las violentas discusiones que, en el seno de la corporación municipal, en la prensa y en el pueblo, se produjeron con motivo de la alineación que pensaba darse a la primera casa construida en la esquina de las calles de San Francisco y Fruela. Como la palabra fue rápidamente aceptada por el uso, a pesar del fútil motivo que la originó, tendió a asociarse el nombre a la gran manifestación que en aquella plaza se concentró el 27 de marzo de 1881 contra los proyectos de trazado del ferrocarril del Puerto de Pajares, que se consideraban perjudiciales para los intereses de Asturias. Pero dicha manifestación, aunque grande e importante, nada tuvo de escandalosa porque representaba la unánime opinión de Asturias. Ayudó a que indebidamente se considerase la manifestación del 27 de marzo de 1881 como causa de la palabra Escandalera, el hecho de que, al poco de producirse, el Ayuntamiento de Oviedo acordase darle a esta plaza este nombre.
El 20 de octubre de 1911, acordó el Ayuntamiento dedicarle una calle al General Salvador Díaz-Ordóñez, muerto en la guerra de Marruecos en 1911. A partir de entonces, se pensó varias veces en levantar en esta plaza el monumento o monumentos al cabo Luis Noval Ferrao y al General Ordóñez, y desde aquel año, sin dejar de ser llamada Escandalera, empezó a conocerse en el ambiente oficial indistintamente por los nombres de 27 de marzo o General Ordóñez. En sesión de 8 de mayo de 1924 se señaló definitivamente la plaza 27 de marzo para ser denominada del General Ordóñez.
Al poco de proclamarse la II República, recibió la Escandalera oficialmente el nombre del nuevo régimen, nombre que se mantuvo hasta que el 11 de febrero de 1937 fue sustituido por el de Plaza del Generalísimo que mantuvo hasta el 29 de junio de 1979 en que el pleno municipal acordó reconocer oficialmente por primera vez el nombre de Escandalera, con el que popularmente siempre fue conocida esta plaza.
También se ha pretendido relacionar el nombre de Escandalera con un supuesto mercado de escanda. Tal hipótesis, de reciente invención, está siendo aceptada con la misma ligereza con que parece haber sido concebida. Aquella parte del Campo San Francisco, de Santa María Magdalena del Campo, jamás se llamó Escandalera hasta el referido escándalo producido por la alineación de una casa. En Oviedo existía un mercado de escanda, pero este tenía lugar en Plaza del Fontán. Allí es donde las Ordenanzas Municipales de 1814 dispusieron que se pusieran los que venden escanda, trigo y cebada. Los Autos de buen gobierno y policía, de 1791, ya ordenaban que todos los granos habrían de venderse en la plaza del Fontán en los soportales de la acera que mira al Oriente y su inmediación. Cuando aún faltaban siglos para que El Fontán se urbanizase, Santa María del Campo tampoco tenía el mercado de cereales, sino el de cestos, escudillas, morteros y otros objetos de madera que señalaban las Ordenanzas de 1274, las cuales, a mayor abundamiento, cuando disponen que nenguna sebarsera non conpre escanda fuera de la villa, reconocen que el mercado de este cereal tenía su lugar dentro de la villa o ciudad amurallada y no fuera de ella como entonces estaba la moderna Escandalera.

## Historia
A mediados del siglo XIX era simplemente la zona más próxima del Campo de San Francisco, sin otros límites concretos que la iglesia de aquel nombre en el lugar del actual Palacio de la Junta del Principado, la Cárcel-Galera en la esquina del Campo de la lana, actual calle Argüelles, y la ermita de la Magdalena del Campo, aproximadamente frente al edificio de Cajastur. La apertura de la calle Uría, en 1874, Fruela (1880) y Marqués de Santa Cruz (1889), la construcción del Teatro Campoamor (1892) y del Palacio de la Diputación (1910), fueron dándole una configuración semejante a la actual, pues aunque, al principio, estuvo previsto taponar con la plaza la directa continuidad de la calle Uría con la de Fruela, el proyecto no se llevó a efecto. La Cárcel-Galera, prisión femenina, vieja y destartalada, mostró sus restos todo el primer cuarto del siglo XX. Tenía en el frontón que remataba el cuerpo alto esta inscripción: "Para reclusión y corrección de mujeres, el ilustrísimo señor obispo Pisador, fabricó el piso bajo, año 1776. La Real Asociación de Caridad el alto, 1832". La correspondiente lápida se conserva en el Museo Arqueológico de Asturias.
Múltiples fueron los nombres propuestos para esta plaza, y múltiples también las obras que fueron modificando su aspecto a través de los años. Hasta 1890 conservó la Escandalera corpulentos árboles, como un trozo, que era, separado del Campo San Francisco. Hacia el ángulo más próximo a las calles de Pelayo y de Argüelles existió una fuente con el mitológico nombre de "La Mariblanca". Tal fuente fue, muy probablemente, el precedente de la que mucho tiempo después se conocería como "Cañu de la Galera". Durante mucho tiempo, el terreno de la plaza fue casi horizontal, tenía el nivel de la inmediata calle Uría y en su borde inferior bajaba en terraplén hacia la Galera. La explanación debió de hacerse a fines del siglo XIX, pues en 1901 fue colocado en el ángulo Norte de la plaza, ya con rasante parecida a la actual, el transformador eléctrico que se llamó "chocolatera", desde que fue instalado hasta que en 1955 pudo ser suprimido. En 1906 se acordó trasladar a esta plaza la Fuentona del Bombé, y aunque el acuerdo no se llevó a efecto, el 25 de junio de 1909 volvió a tratarse de emplazar allí una fuente; en su centro pensaba colocarse la fina estatua de Neptuno, hoy desaparecida del Campo de San Francisco en el que se exhibía a mediados del siglo XX, pero luego se propuso sustituir el dios por el ingeniero Schulz, y al fin ninguno de los dos proyectos se vio realizado. El 10 de marzo de 1911 se aprobó pavimentar de hormigón toda la plaza, dejando en el centro un espacio para la estatua al cabo Noval, Luis Noval y Ferrao, estatua que nunca llegaría a erigirse, como tampoco el monumento al General Ordóñez (1911), ni el que a la Sociedad de Naciones pensó también levantarse allí en 1918. Pero se llevó a efecto la pavimentación en la forma acordada, y ese fue el origen de la "tarta" o jardinillo circular que la plaza conservó durante treinta años hasta que se construyeron los servicios higiénicos desaparecidos con la reforma llevada a cabo en 1955. Esta reforma eliminó además los árboles que hacían la plaza un tanto acogedora, pero también hizo desaparecer las columnas, los quioscos y el transformador que la afeaban.

## Edificios
- Casa Conde. Ocupa en su totalidad el lado norte de la plaza con fachadas, además, a las calles Uría y Pelayo. Fue proyectada en 1904 por el arquitecto Juan Miguel de la Guardia en un estilo ecléctico de inspiración francesa, como se puede observar en su cubierta en mansarda y cúpulas sobre rotondas en las esquinas.[1]

- Casa del Termómetro. Está situada en la esquina entre las calles Fruela y San Francisco. Proyectada por el arquitecto Vidal Saiz Heres en 1936 en un estilo vanguardista funcionalista. Los avatares de la Guerra Civil impidieron realizar el proyecto hasta 1944. La esquina aguda del edificio se caracteriza por una cristalera corrida a lo largo de todo el edificio lo que confiere al edificio el aspecto de un termómetro por el que es popularmente conocido.[2]

- Edificio de la Caja de Ahorros de Asturias. Ocupa la mayor parte del lado este de la plaza. Por su altura e imponente presencia domina toda la plaza. Fue construido en la década de 1960. Es la sede central de la Caja de Ahorros de Asturias.
- Edificio de la Tesorería de la Seguridad Social. Inmueble de 1922, obra del arquitecto Manuel del Busto e incluido en el catálogo Urbanístico del Concejo de Oviedo. Es la sede central de la Seguridad Social.
- Sede de la Junta General del Principado de Asturias. Se trata de un edificio que no está situado propiamente en la misma plaza sino que se encuentra en la esquina suroeste, en la confluencia de las calles Marqués de Santa Cruz y Fruela con el Paseo de los Álamos. No obstante esta ubicación, el edificio atrae su atención a los que acceden a la plaza desde la calle Argüelles, la calle Pelayo, la calle Uría y el propio paseo de los Álamos. En su origen el Palacio fue un edificio ligado a la historia urbana de la capital y siempre del poder de Asturias. Fue construido como palacio de la Diputación provincial de Oviedo e inaugurado en 1910. El arquitecto provincial Nicolás García Rivero planeó y dirigió las obras.[3]